# ドント・レット・ミー・ダウン (ウィル・ヤングの曲)
「ドント・レット・ミー・ダウン」(Don't Let Me Down)は、イギリスのシンガーソングライター、ウィル・ヤングの楽曲。BBCのチルドレン・イン・ニードのチャリティー・シングルとして「ユー・アンド・アイ」とともに通算5枚目のシングルとしてリリースされた。オリジナル・アルバムには収録されず、2013年のベスト・アルバム『ザ・エッセンシャル』で初収録となった。

## 収録曲

### イギリス盤 CD1
1. ドント・レット・ミー・ダウン
2. ユー・アンド・アイ
3. イフ・ザッツ・ホワット・ユー・ウォント
4. ユー・アンド・アイ（ビデオ）

### イギリス盤 CD2
1. ドント・レット・ミー・ダウン
2. ユー・アンド・アイ
3. レディ・オア・ノット

## チャート
| チャート (2002年)                        | 最高位 |
| ---------------------------------------- | ------ |
| ヨーロッパ (Eurochart Hot 100)           | 13     |
| アイルランド (IRMA)                      | 27     |
| スコットランド (Official Charts Company) | 4      |
| UK シングルス (OCC)                      | 2      |

| チャート (2002年) | 順位 |
| ----------------- | ---- |
| イギリス (OCC)    | 106  |